# Man Haron Monis
Man Haron Monis (19. januar 1964 − 16. december 2014) (persisk: شيخ مأن هارون مؤنس) var en iransk-født, australsk islamisk prædikant.
Haron blev født som Mohammad Hassan Manteghi Boroujerdi i Iran, hvor hans liberale fortolkning af islam førte til, at hans kone og børn blev anholdt. Derfor flygtede han i 1996 til Australien, hvor han blev tilkendt politisk asyl. Han skiftede navn til Man Haron Monis, og antog også titlen Sheik Haron.
Den 16. december 2014 blev Haron identificeret som personen, der havde taget 17 gidsler på en café i Sydney, Australien.